# Mors' historie
Mors' historie elller Morsø historie strækker sig fra de første spor af mennesker i stenalderen til nutidens moderne ø-samfund. Øen i Limfjorden har gennem årtusinder været præget af sin strategiske placering og frugtbare jord. Arkæologiske fund, som bl.a. gravhøje, vidner om tidlige bosættelser, mens fund fra bronzealderen og jernalderen viser fortsat aktivitet og handel.
I middelalderen blev Mors organiseret gennem landsbyer, kirker og voldsteder som Skarreborg, og kirkelige institutioner som Dueholm Kloster fik stor betydning. Nykøbing Mors udviklede sig til øens centrale købstad.
Efter Reformationen i 1536 blev klostrets jord gjort til krongods, og herregårde som Højris og Bjergbygård fik indflydelse på øens landbrug. I 1800-tallet blev Mors præget af landboreformerne, en voksende andelsbevægelse og overgangen til mere moderne landbrug. Øens moler begyndte at få betydning for ervervslivet fra slutningen af 1900-tallet, og flere store industrivirkomheder blev grundlagt i sidste halvdel af 1800-tallet.
Under Anden Verdenskrig kom tyskerne sent til Mors, men øen fik militær betydning gennem bl.a. en lyttepost på Salgjerhøj.
I nyere tid er Sallingsundbroen (1978) og Vilsundbroen (1939) blevet afgørende for øens infrastruktur. I dag er Mors kendt både som landbrugsområde og for sin særlige natur naturen bl.a. omkring Feggeklit og Hanklit.

## Oldtiden
De første spor af mennesker på Mors stammer fra stenalderen. Fra Ertebøllekulturen (ca.5.400 – 3.900 f.v.t.) er der funde bopladser ved Bentines Bro syd for Øster Jølby og i Sejerslev Kær på Nordmors. I ældre stenalder blev Mors en ø grundet landhævning.
Fra bondestenalderen kendes flere bopladser på øen fra Tragtbægerkulturen (ca. 4.200 - 2.400 f.v.t.), samt enkelte grave, heriblandt Thusbjerg på det sydlige Mors, som er øens eneste bevarede jættestue. Der er også fundet efterladenskaber fra bondestenalderen i vandet omkring Mors, bl.a. en skaldynge osm er tolket som en køkkenmødding, som blev fundet 200 m fra kysten på 1,6 meters dybde.
Først med Enkeltgravskulturen (ca. 2.800 - 2.400 f.v.t.) begyndte opførslen af gravhøje at blive mere udbredt, og den fortsatte ind i bronzealderen. Mange er pløjet i stykker og kan ikke ses mere, men blandt de bevarede er en rundhøj ved Sejerslev, ved Redsted, samt en række gravhøje på Nordmors og ved Legindbjerge. Et andet eksempel tæller rundhøjen Østerhøi eller Trinddorris ved Lødderup, som har en bevaret hellekiste.
I jernalderen var øen tæt befolket og var præget af agerbrug og husdyrhold. Arkæologiske fund viser både landsbystrukturer og gravpladser fra perioden, disse tæller bl.a. bosættelser ved Pigens Vadested øst for Bjergby. Ved samme lokation er der fundet en grav med en mand og to kvinder fra yngre romersk jernalder (160-375 e.v.t.), som er blevet begravet med våben, importerede varer og smykker af guld, sølv, rav og glas, som må have været blandt samfundets elite.
Der blev også anlagt nye havne og anløbspladser, bl.a. ved Dalgård nær Fårup.
Limfjorden var åben i begge ender i vikingetiden, og Mors var et naturligt stop på en vigtig handelsrute.
Der er fund gårde med langhuse fra perioden ved bl.a. Dalgård og Tæbring.

## Middelalderen
I middelalderen var Mors krongods. Første gang Nykøbing Mors nævnes er i 1299, hvor Erik Menved tilbyder købstaden til ærkebiskop Esger Juul for at indfri sin gæld. Det er dog uvist præcis hvornår Nykøbing fik købstadsrettigheder.
I 1100-tallet blev øens vigtigste voldsted Skarreborg anlagt på en bakkeknude ved Skarresøerne nord for Nykøbing Mors. Fra kilder kendes dog en række andre voldsteder. Flere andre voldsteder på øen tæller Lund eller Gammellund (først senere), som kongens administrative og militære base på øen fra 1400-tallet.
Fra omkring 1100 og helt frem til 1825 var Limfjorden sandet til mod vest, så der kun var adgang til havet mod øst. Dette fratog Morsø sin gode placering for trafikken imellem Kattegat til Vesterhavet. Øen var kendt for dyrehold og eksport af kvæg og heste til særligt Tyskland og Nederlandene.
De tidligste kirker på Morsø er Vejerslev og Karby Kirke, der begge kan være påbegyndt allerede før år 1100. Kirkerne op øen blev opført i kvadersten i romansk stil. Dog er Jørsby Kirke og Mollerup Kirke, der begge blev opført i gotikken, og således er disse landsbyer sandsynligvis senere anglagt end de øvrige.
Den sorte død i midten af 1300-tallet gjorde et voldsomt indhug i øens befolkning.
Dueholm Kloster blev grundlagt i Nykøbing Mors af johanniterordenen i 1371 og udviklede sig hurtigt til et centralt kloster på Mors]]. Som en af middelalderens vigtigste institutioner på øen fungerede klosteret både som hospital, religiøst centrum og jordbesiddende magtfaktor. Klosteret ejede betydelige jorder på Mors og det var en vigtig faktor i områdets økonomi.
Herregården Højriis kan spores tilbage til 1397, hvor Johan Skarpenberg ejede den. Senere var den i først Banner- og siden Sehesteds-slægtens eje.
Der var færgefart der forbandt Mors med resten af landet ved Nees Sund, Vilsund, Feggesund og Salling Sund.

## 1536–1849
Ved reformationen blev Dueholm Kloster inddraget af kronen og omdannet til herregård. Munkene fik dog i første omgang lov at blive boende på klostret, men der måtte ikke optages nye medlemmer på klostret. Stedets sidste prior, Mester Jacob Jensen, døde i november 1559.
Nykøbing Mors var den eneste egentlige by på øen og eneste købstad, og den nød godt af handel i 1500-tallet, men efter silden forsvandt fra Limfjorden gik det nedad i 1600-tallet. Nykøbing Mors blev også præget af at Aalborg blev mere dominerende i handlen i Limfjorden, og Nykøbing Mors blev ramt af flere store brande. Derudover blev hele hårdt ramt af Svenskekrigene i midten af 1600-tallet.
Gården Blidstrup blev oprettet som herregård i 1662 af Valdemar Skram, men gården spores tilbage til 1410, hvor den var ejet af Terkel Jensen.
I slutningen af 1700-tallet og begyndelsen af 1800-tallet betød landboreformerne en gennemgribende omstrukturering af øens landsbyer og jordfordeling.
Da Limfjorden igen brød igennem ud til Vesterhavet efter Stormfloden i 1825 gav igen Mors betydning for trafikken igennem fjorden.

## 1849–1919
Nykøbing Mors voksede igen som købstad i 1800-tallet, da Aalborg mistede betydning for Limfjordshandlen.
I 1853 blev Morsø Jernstøberi grundlagt af Niels Kristian Christensen som N.A. Christensen & Co. I begyndelsen oproducerede de vinduer, gravkors og andre mindre støbegodsprodukter til det lokale marked, men det udviklede sig i 1890'erne til at producere støbejernskomfurer og senere brændeovne, hvilket blev et vendepunkt. Særligt den klassiske Morsø ovn blev hurtigt populær i hele Danmark, og efterhånden voksede produktionen langt ud over lokalområdet og blev blandt landet største producenter af brændeovne. I 1900 havde den 240 ansatte. I 1915 blev Morsø Jernstøberi kongelig hofleverandør af ovne til det danske kongehus, og den var byens største virksomhed et godt stykke op i dette århundrede.
I 1859 blev Th. Damborgs Tobaksfabrik grundlagt i Nykøbing Mors og i år 1900 havde den 150 ansatte.
Morsø Avis blev grundlagt i 1855 som Højre-blad. I 1877 blev Morsø Folkeblad grundlagt for at være talerør for Venstre.
Skarrehage Molerværk A/S blev oprettet i 1912 til udnyttelse af øens moler. Moleret blev sejlet fra Mors til Hobro som råler og derefter brændt til sten på Vindø Teglværk.

## 1919–nu
I 1939 åbnede Vilsundbroen som forbandt det nordvestlige Mors med Vilsundi Thy. Tidligere havde der været færgeoverfart.

Ved Besættelsen af Danmark den 9. april 1940 kom tyskerne sent til Mors, i modsætning til områder som Aalborg og Thy, der hurtigt blev besat på grund af deres strategiske betydning. Øen blev i første omgang ikke anset som vigtig af den tyske værnemagt, og de berømte OPROP!-flyveblade blev eksempelvis aldrig kastet over Mors. Først hen på sommeren 1940 rykkede en mindre deling tyske soldater ind i Nykøbing Mors, efter at der var oprettet en lyttepost på Salgjerhøj og senere i Sindbjerg Plantage til overvågning af engelske flyovervågninger.
Et markant lokalt minde fra krigen knytter sig til et flystyrt ved Karby den 4. januar 1944, hvor et allieret fly nødlandede på Bakkegårdens marker. Ifølge øjenvidnet Niels Støvlbæk samledes både nysgerrige lokale og senere tyske vagter omkring vraget, som til sidst blev skilt ad og transporteret væk til Aalborg. Episoden satte sig spor i lokalbefolkningens erindringer, blandt andet gennem fund af ammunition på marken i årene efter krigen.
Efter krigen blev industrien på Mors udbygget. Molerindustrien blev en hjørnesten i øens økonomi, med eksport af råstoffer til isolerings- og byggematerialer. Landbruget blev mekaniseret, og fiskeriet fortsatte som en vigtig del af øens erhverv.
I 1982 blev Morsø Avis lagt ind under Morsø Folkeblad, som blev drevet videre frem til 2019, hvor den blev en del af Nordjyske Stiftstidende.
I 1978 åbnede Sallingsundbroen, som forbinder Mors med halvøen Salling mod syd. Den blev indviet i 1978 og den er med sine over 1,7 km en af Danmarks længste broer.
Morsø Kommune blev oprettet ved kommunalreformen i 1970, hvor øens 15 småkommuner blev lagt sammen, og dens omfang forblev uændret ved strukturreformen i 2007. Kommunen er en del af Region Nordjylland.
Generelt beskæftiger landbrug og industri en større andel end landsgennemsnittet i dag. 76 % af øen udlagt til landbrug, hvilket gør det til den mest intensivt opdyrkede kommune i Nordjylland. Turismen spiller i højere grad en rolle gennem natur- og kulturtilbud. Jesperhus Blomsterpark er en feriepark, der tiltrækker tusindvis af gæster, mens Skarrehage og Salgerhøj er populære udsigtspunkter, og Hanklit og molergravene tiltrækker geologiinteresserede.